# Nicklas Maripuu
Nicklas Maripuu (Mölndal, 2 marzo 1992) è un calciatore svedese, centrocampista del Vasalund.